# Прухник, Адам
А́дам Фе́ликс Пру́хник (пол. Adam Feliks Próchnik; 21 августа 1892, Львов — 22 мая 1942, Варшава) — польский политический деятель, политик и историк.

## Биография
Прухник родился в Львове 21 августа 1892 года в еврейской семье. По некоторым данным, он был внебрачным сыном Игнацы Дашинского от социолога Фелиции Носсиг, сестры скульптора Альфреда Носсига.. Его сестра Халшка (1919—1968) была замужем за режиссёром Анджеем Мунком.
Стал социалистом ещё в средней школе. Будучи студентом, вступил в Польскую социал-демократическую партию Галиции, поддержал Польскую социалистическую партию — Левица
До Первой мировой войны вступил в польскую военизированную организацию Союз вооружённой борьбы. С началом Первой мировой войны был призван в Австро-Венгерскую армию в 1914 году, был тяжело ранен в 1917 году. Во время своего выздоровления в Вене, стал членом тайной польской организации, Польская военная организация. Дезертировал из австрийской армии. Это привело к угрозе военного суда от австро-венгерской армии, но в итоге он был освобожден. Затем участвовал в сражении за Львов во время польско-украинской войны.
В межвоенной Польше Прухник стал активистом Польской социалистической партии и поддерживал инициативы, направленные на улучшение положения рабочего класса страны. Он поддерживает включение Силезии в возрождающеюся Польшу. В 1928 году был избран депутатом в польский сейм. Придерживался более левой позиции, в частности сотрудничал с коммунистами. Под псевдонимом Генрих Свобода (пол. Henryk Swoboda) публиковал в газете «Роботник» критические очерки о политике правой санации польского правительства, обвинив их в подрыве нарождающейся польской демократии. Это привело к цензуре некоторых его публикаций.

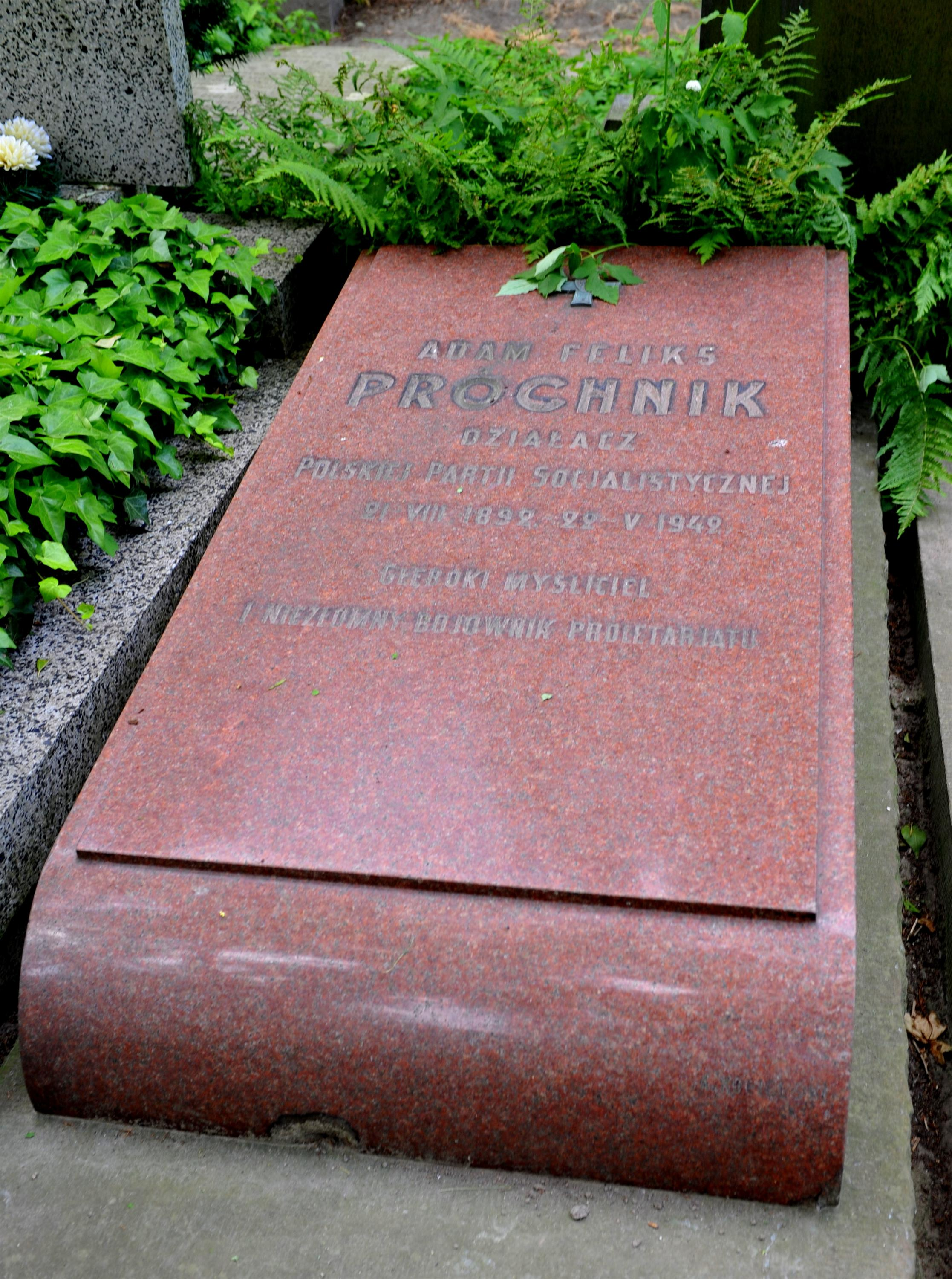
Могила Прухника в Варшаве

Он работал архивариусом в Пётркуве и Познани. Некоторое время работал в Министерстве культуры и религии Польши. Его попытка войти в академическую среду закончилась, когда его ходатайство о назначении его в Варшавский университет было отклонено, в связи с его крайне левыми взглядами. Тем не менее он стал членом Польского исторического общества, публиковал свои статьи в исторических журналах и участвовал в профессиональных конференциях.
Во время Второй мировой войны в оккупированной Польше Прухник продолжал свою политическую деятельность. Принимал участие в подпольных собраниях левых партий. Поддерживал подпольную типографию, состоял в «Польских социалистах» (группе левого крыла ППС), выступал за сотрудничество и с Польской социалистической партией — Свобода, Равенство, Независимость, и с Советским Союзом одновременно. 22 мая 1942 года умер от сердечного приступа.

## Научные работы
В своих исторических работах Прухник был сильным приверженцем марксистских взглядов. Он был заинтересован в изучении революционных процессов, в том числе социальных движений. Он опубликовал множество статей, так и в научных журналах, так и в прессе. Его исторические исследования были сосредоточены на следующих направлениях: французская революция, восстания Костюшко; период истории Польши после провала январского восстания 1863—1864; исследование о рабочем движении в Польше, в том числе изучение роли женщин в польском рабочем движении и новейшей истории Второй Польской Республики.
- «Obrona Lwowa od 1 do 22 listopada 1918», Zamość 1919;
- «Demokracja Kościuszkowska», Lwów 1920, Warszawa 1947;
- «Bunt łódzki w roku 1892», Warszawa (?) 1932;
- as Henryk Swoboda «Pierwsze piętnastolecie Polski niepodległej», (first serialized in 1933 in newspaper «Robotnik» (censored), first full version translated into German in 1933. Complete Polish editions in 1957 and 1983.
- "W trzynastą rocznicę «Krwawej środy», Warszawa 1936;
- «Ideologia spółdzielczości robotniczej» Warszawa 1937;
- «Co to jest spółdzielczość. Istota — cel — zadania», Warszawa 1937;
- «Idee i ludzie», Warszawa 1938;
- «Powstanie państwa polskiego», Warszawa 1939;
- «Stronnictwa polityczne Wielkiej Rewolucji Francuskiej», Warszawa 1958;
- «Studia z dziejów polskiego ruchu robotniczego» (editor K. Dunin-Wąsowicz), Warszawa 1958;
- «Studia i szkice» (editor K.Dunin-Wąsowicz), Warszawa 1962;
- «Francja i Polska w latach 1789—1794» (editor K.Dunin-Wąsowicz), Warszawa 1964;
- «Wybór publicystyki» (editors M.M.Drozdowski, K.Dunin-Wąsowicz, Z.Marciniak, J.Żarnowski), Warszawa 1971;

## Семья
Хотя его мать происходила из еврейской семьи, она приняла кальвинизм и официально крестила в этой религии своего сына Адама.
Был женат трижды. В 1917 году женился на Ядвиге, урождённой Гожицкой (1897—1970), с которой развёлся в 1922 году. От неё у него родилась дочь Гальшка Иоанна (1919—1968), жена режиссёра Анджея Мунка.
В 1925 году в Евангелической реформатской церкви в Лодзи он женился на Эльжбете Юзефе, урождённой Савицкой (1900—1935), от которой у него родился сын Рышард Казимеж (1927—1944), которого после смерти матери воспитывала его бабушка Фелиция, урождённая Носсиг.
В 1935 году он женился в третий раз на Ирене, урождённой Гомулинской (1904—1944), от которой у него родилась дочь (1937—1942).